# Oxypoda nimbata
Oxypoda nimbata är en skalbaggsart som beskrevs av Thomas Casey 1911. Oxypoda nimbata ingår i släktet Oxypoda och familjen kortvingar. Inga underarter finns listade i Catalogue of Life.